# دومینیک سادی
دومینیک سادی یک فوتبالیست انگلیسی می‌باشد که در پست هافبک برای باشگاه فوتبال ای اف سی بورنموث بازی می‌کند.

## حرفه
سادی در آکادمی جوانان وستهام یونایتد بود و زمانی را به صورت قرضی در وینگیت و فینچلی در لیگ برتر ایستم طی کرد. سادی در نخستین بازی خود برای وینگیت و فینچلی در پیروزی ۳–۰ برابر بالدوک تاون در ماه سپتامبر ۲۰۲۱ در جام حذفی گلزنی کرد. سادی در ماه مه ۲۰۲۲ با ای اف سی بورنموث قرارداد امضا کرد. در تابستان ۲۰۲۲ سادی با تیم اصلی بورنموث در اردوهای آماده‌سازی قبل از فصل باشگاه‌ها تمرین کرد.
در تاریخ ۲۳ اوت ۲۰۲۲، سادی نخستین بازی حرفه ای خود را برای بورنموث در جریان پیروزی ۲–۲ در برابر نوریچ سیتی در ضرب‌های پنالتی در دور دوم جام اتحادیه انجام داد و در دقیقه ۹۲ وقت عادی برای بروکلین جنسینی یک پاس گل برای گل تساوی در بازی دریافت کرد.